# اوست‌فورنه
اوست‌فورنه (به هلندی: Oostvoorne) یک منطقهٔ مسکونی در هلند است که در وست‌فورنه واقع شده‌است. اوست‌فورنه ۷٬۶۸۰ نفر جمعیت دارد.